# Сватівський район
Сватівський район (Сватівщина) — адміністративний район України на північному заході Луганської області. Був утворений 2020 року. Адміністративний центр — місто Сватове. На заході межує з Куп'янським та Ізюмським районами Харківської області; на південному заході — Краматорським районом Донецької області; на півдні — Сіверськодонецьким, на сході — Старобільським районами Луганської області; на півночі — Білгородською областю Російської Федерації. До складу району входять 7 територіальних громад.
Внаслідок російського вторгнення в Україну, майже уся територія Луганської області була окупована і контролюється збройними силами Російської Федерації.

## Історія
Сватівський район утворено 19 липня 2020 року згідно із Постановою Верховної Ради України № 807-IX від 17 липня 2020 року в рамках Адміністративно-територіальної реформи в Україні. До його складу увійшли: Сватівська міська, Білокуракинська, Красноріченська, Лозно-Олександрівська, Нижньодуванська, Троїцька та Коломийчиська сільська територіальні громади. Перші вибори Сватівської районної ради відбулися 25 жовтня 2020 року.
Раніше територія району входила до складу ліквідованих тоді ж Сватівського (1923—2020), Білокуракинського, Троїцького та північної частини Кремінського районів Луганської області.